# Saint-Pierre, Haute-Garonne
Saint-Pierre är en kommun i departementet Haute-Garonne i regionen Occitanien i södra Frankrike. Kommunen ligger i kantonen Verfeil som tillhör arrondissementet Toulouse. År 2022 hade Saint-Pierre 261 invånare.

## Befolkningsutveckling
Antalet invånare i kommunen Saint-Pierre
Referens:INSEE

## Monument

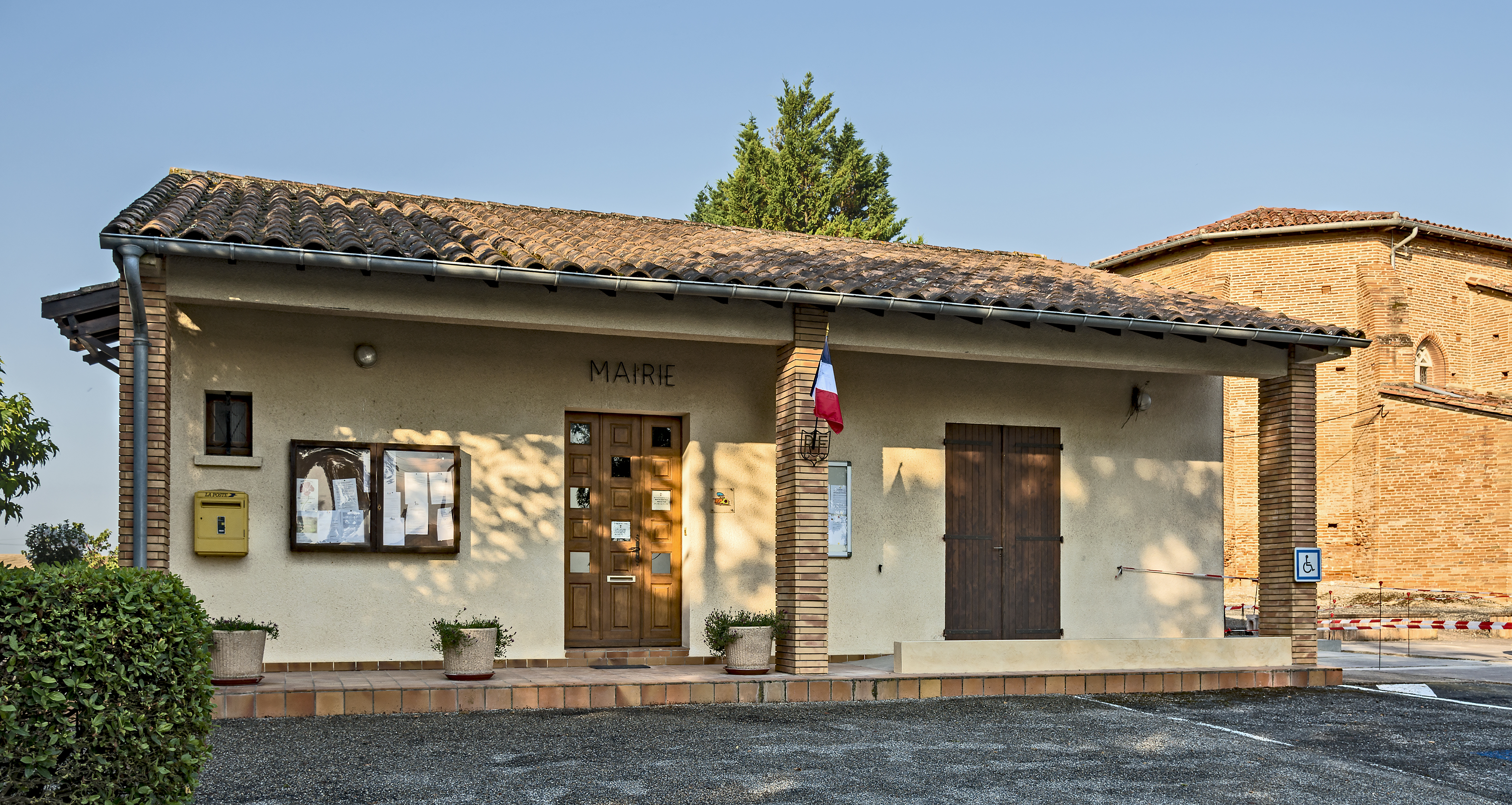
Stadshus
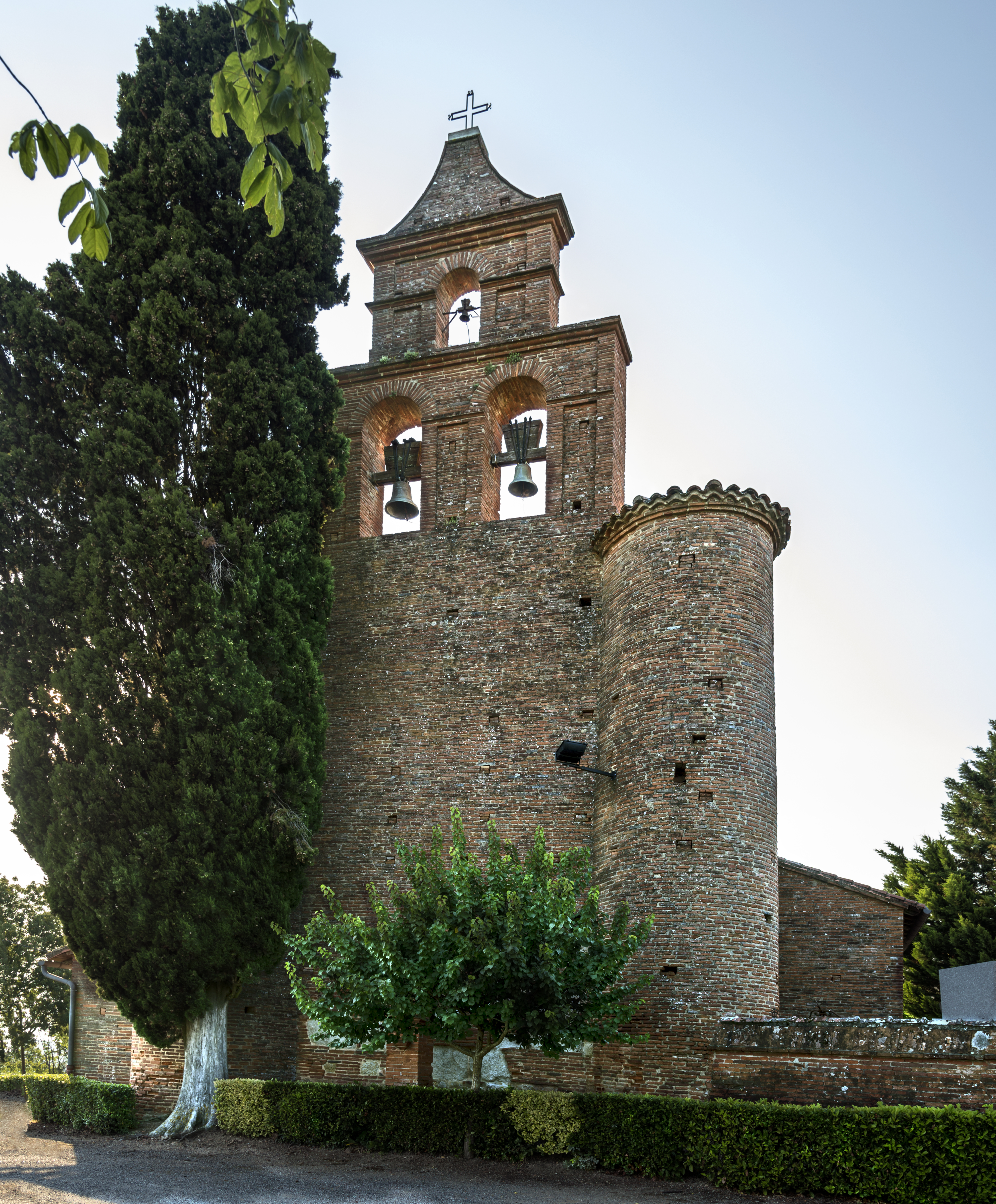
Kyrkan St.Martin
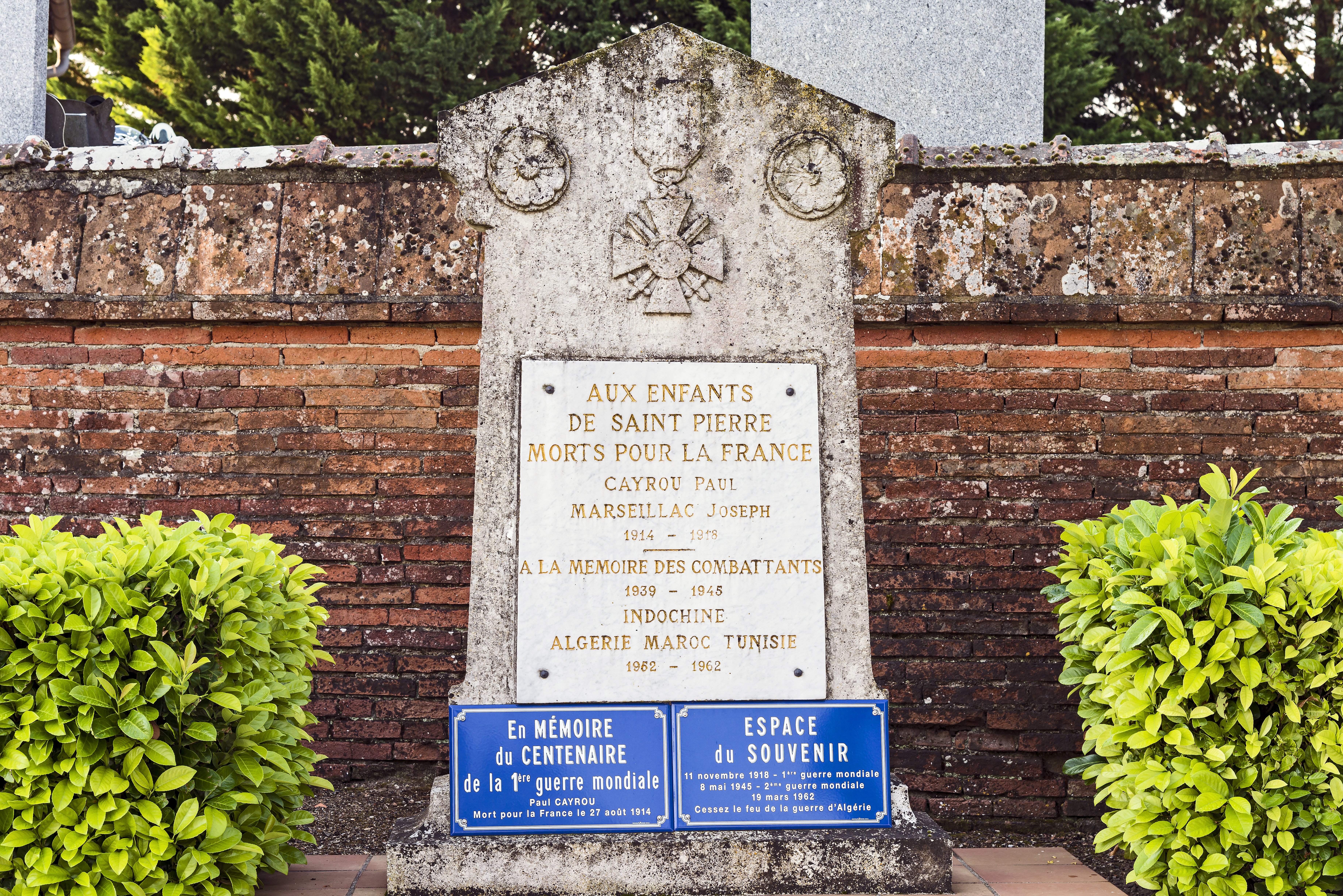
Krigsmonument